# Witold Czachórski

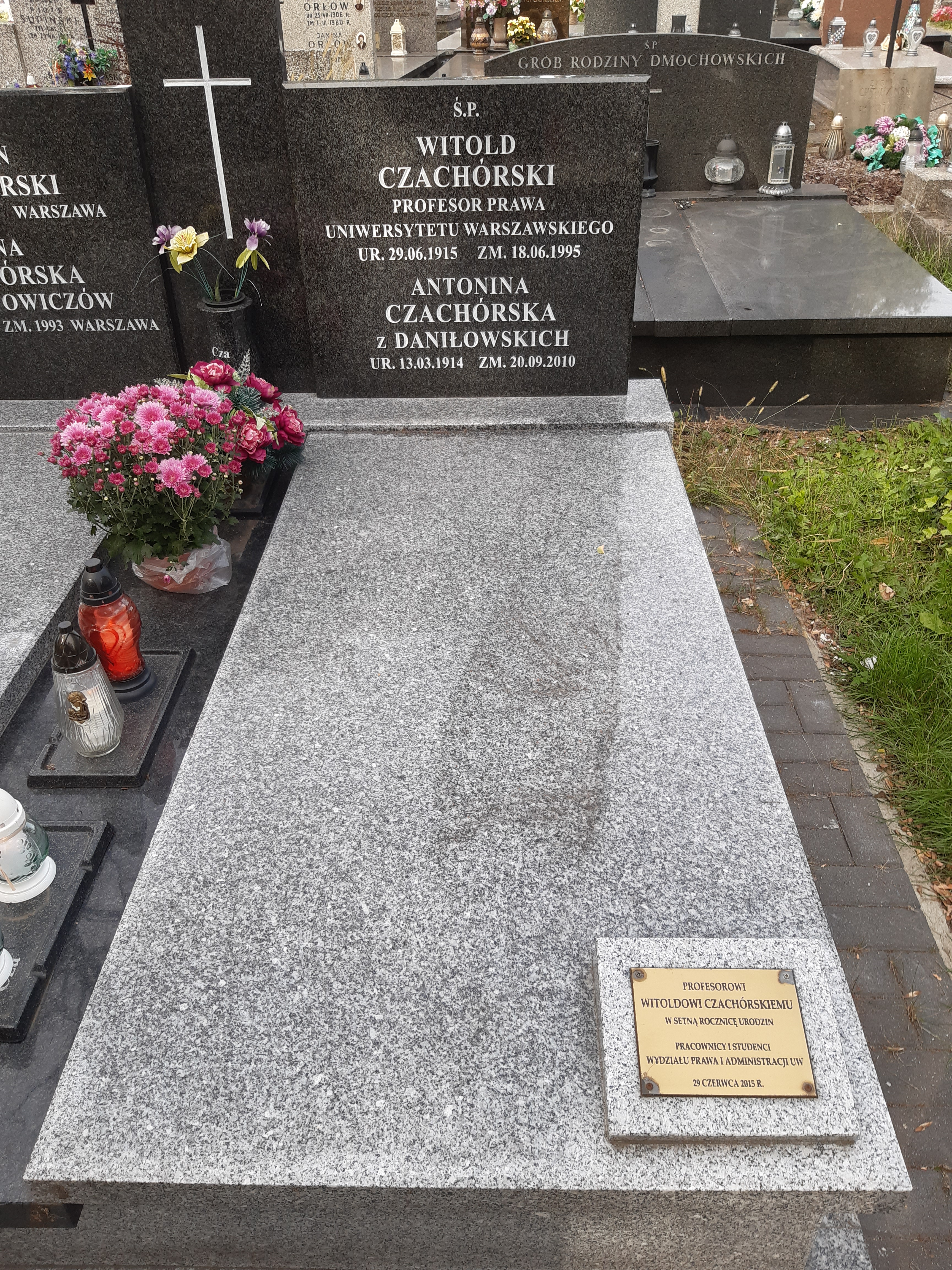
Grób Witolda Czachórskiego na Cmentarzu w Wilanowie

Witold Czachórski (ur. 16 czerwca?/29 czerwca 1915 w Kijowie, zm. 18 czerwca 1995 w Warszawie) – polski prawnik, nauczyciel akademicki, profesor nauk prawnych. Zajmował się głównie prawem cywilnym (np. prawem zobowiązań), lecz zasłynął również dzięki uprawianiu prawa porównawczego. Poza Polską wykładał na Wydziale Prawa Porównawczego w Strasburgu, a przedtem w Luksemburgu.

## Życiorys
Był synem Juliana (buchaltera) i Anny Haliny z Lenartowiczów. Wychowywał się w Łucku, gdzie ukończył gimnazjum. Studia prawnicze ukończył na Uniwersytecie Warszawskim, po czym rozpoczął aplikację sędziowską. Jego głównym nauczycielem był Jan Wasilkowski.
W trakcie wojny pracował w sądzie. Po jej zakończeniu został sędzią grodzkim w Gliwicach, a następnie sędzią sądu okręgowego. W 1948 rozpoczął pracę w departamencie ustawodawczym Ministerstwa Sprawiedliwości, gdzie zajmował się unifikacją prawa cywilnego. Ze względu na zaostrzanie sytuacji politycznej porzucił karierę urzędniczą i skupił się na działalności naukowej.
W 1948 obronił doktorat z prawa na Uniwersytecie Warszawskim (na podstawie rozprawy Odpowiedzialność cywilna osób prawnych za szkody wyrządzone czynem niedozwolonym), a w 1954 został tamże profesorem nadzwyczajnym prawa cywilnego. Od 1962 był profesorem zwyczajnym. W 1971 został członkiem korespondentem, a w 1980 członkiem rzeczywistym Polskiej Akademii Nauk. Zasiadał w prezydium Komitetu Nauk Prawnych PAN – był wiceprzewodniczącym (1963–1978), a następnie przewodniczącym (1978–1980). W latach 1989–1992 wchodził w skład Prezydium PAN. W 1984 znalazł się w gronie członków reaktywowanego Towarzystwa Naukowego Warszawskiego.
W latach 1973–1978 wiceprzewodniczący, 1978–1984 przewodniczący Centralnej Komisji Kwalifikacyjnej do Spraw Kadr Naukowych.
Był również członkiem rzeczywistym Międzynarodowej Akademii Prawa Porównawczego w Hadze (od 1978, wiceprzewodniczący od 1984) oraz przewodniczącym Komisji ds. Reformy Prawa Cywilnego przygotowującej nowelizację Kodeksu cywilnego w 1990.
W 1979 Uniwersytet Marii Curie-Skłodowskiej przyznał mu tytuł doktora honoris causa. Został także uhonorowany tym wyróżnieniem przez Uniwersytet w Gandawie (1978).
Pozostawił po sobie wiele książek i podręczników z dziedziny prawa, m.in. Czynności prawne przyczynowe i oderwane w polskim prawie cywilnym, 1952; Zarys prawa zobowiązań, część ogólna, 1952; Własność osobista w świetle Konstytucji PRL, 1956; Zbieg odpowiedzialności cywilnej według kodeksu zobowiązań, 1960; Prawo zobowiązań w zarysie, 1968; Zobowiązania. Zarys wykładu, 1974.

## Odznaczenia
- Krzyż Komandorski z Gwiazdą Orderu Odrodzenia Polski
- Krzyż Komandorski Orderu Odrodzenia Polski
- Krzyż Kawalerski Orderu Odrodzenia Polski
- Medal 10-lecia Polski Ludowej (1955)[5]
- Medal 30-lecia Polski Ludowej
- Medal 40-lecia Polski Ludowej
- Medal Komisji Edukacji Narodowej
- Odznaka tytułu Zasłużony Nauczyciel PRL